# 高峰秀子

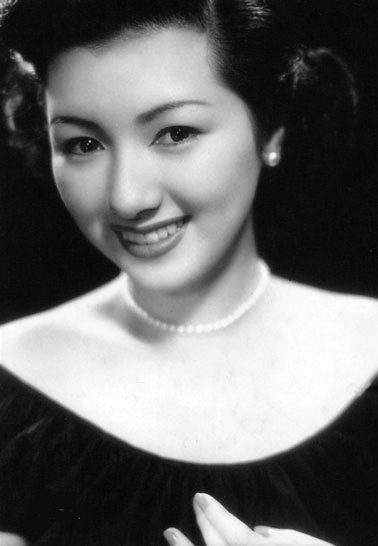
高峰秀子

高峰秀子 《浮云》剧照

高峰秀子（1924年3月27日—2010年12月28日）是一名日本女电影演员暨散文作家，原名平山秀子，现名松山秀子，愛稱是デコちゃん。出生于日本北海道函馆市，丈夫是电影导演和剧作家松山善三。
高峰五岁时以童星身分出道，1979年引退。二战之后到1960年代与日本电影导演大师木下惠介、成濑巳喜男等合作密切，是日本电影黄金时期的代表人物之一。

## 生平
- 1928年 生母矶子去世，被生父平山锦司过继给妹妹平山志夏子，从函馆来到东京。
- 1929年 在松竹公司蒲田制片厂，被选为电影《母》的主角，逐渐成为电影童星。
- 1937年 转到东宝电影公司。
- 1938年 主演《作文课堂》，是其少女时期的代表作。
- 1941年 主演《马》，逐渐摆脱童星形象。
- 1946年 转到新东宝电影公司。
- 1951年 主演《卡门还乡》（日本第一部彩色攝製電影）後脱离新东宝，成为自由演员。6月开始在巴黎休假半年。
- 1952年 1月返回日本，重新开始拍片，此后逐渐成为日本顶级电影明星。
- 1954年 主演木下惠介的杰作《二十四只眼睛》。
- 1955年 主演成瀨巳喜男執導的《浮云》，获得国际声誉。3月26日，与電影導演松山善三结婚。
- 1976年 发表自传《我的渡世日记》。此后出版图书多部。
- 1979年 宣布息影。後以撰寫隨筆文章為主，並曾擔任電影助理導演。
- 2010年，12月28日，因肺癌在東京都澀谷區去世。

## 重要作品
- 1929年 《母》 导演：野村芳亭
- 1931年 《东京合唱》 导演：小津安二郎
- 1938年 《作文课堂》 导演：山本嘉次郎
- 1941年 《马》 导演：山本嘉次郎
- 1950年 《细雪》 导演：阿部丰
- 1950年 《宗方姐妹》 导演：小津安二郎
- 1951年 《卡门还乡》 导演：木下惠介
- 1952年 《闪电》 导演：成濑巳喜男
- 1952年 《纯真的卡门》 导演：木下惠介
- 1953年 《看得见烟囱的地方》 导演：五所平之助
- 1953年 《雁》 导演：丰田四郎
- 1954年 《女子學园》 导演：木下惠介
- 1954年 《二十四只眼睛》 导演：木下惠介
- 1955年 《浮云》 导演：成濑巳喜男
- 1956年 《流》 导演：成濑巳喜男
- 1957年 《亦喜亦悲几度秋》 导演：木下惠介
- 1957年 《不可驯服的女人》 导演：成濑巳喜男
- 1958年 《出张》 导演：野村芳太郎
- 1958年 《无法松的一生》 导演：稻垣浩
- 1960年 《女人步上楼梯时》 导演：成濑巳喜男
- 1960年 《娘、妻、母》 导演：成濑巳喜男
- 1960年 《笛吹川》 导演：木下惠介
- 1961年 《无名、贫困、美丽》 导演：松山善三
- 1961年 《人的条件》 导演：小林正树
- 1961年 《永远的人》 导演：木下惠介
- 1962年 《二人共步几春秋》 导演：木下惠介
- 1962年 《放浪记》 导演：成濑巳喜男
- 1963年 《女人的历史》 导演：成濑巳喜男
- 1964年 《失衡》 导演：成濑巳喜男
- 1966年 《打和跑》 导演：成濑巳喜男
- 1967年 《华冈青洲之妻》 导演：增村保造
- 1973年 《恍惚的人》 导演：丰田四郎
- 1979年 《冲动杀人，儿子啊》 导演：木下惠介